# 陈俊业
陈俊业，中华人民共和国政治人物、全国脱贫攻坚先进个人。

## 生平
陈俊业任新疆生产建设兵团第一师4团3连党支部书记、连队管理委员会指导员。因在脱贫攻坚战中作出突出贡献，2021年2月25日全国脱贫攻坚总结表彰大会上，陈俊业被授予“全国脱贫攻坚先进个人”。